# Ernst Most
Ernst Most (* 29. September 1803 in Kerspenhausen im Landkreis Hersfeld-Rotenburg; † 23. März 1862 ebenda) war ein deutscher Landwirt und Mitglied der  kurhessischen Ständeversammlung. 

## Leben
Ernst Most wurde als Sohn des Lehrers Georg Most und dessen Ehefrau Maria Elisabeth geb. Schenk geboren.
Er betrieb in seinem Heimatort eine Landwirtschaft, als er 1838 ein Mandat für die kurhessische Ständeversammlung erhielt. Er wurde im Wahlkreis Hersfeld-Land in das Parlament, das nach den Unruhen im Jahre 1831 zum Zweck der Beratung und Verabschiedung einer Verfassung gebildet wurde, gewählt und bis 1866 Bestand hatte, als das Land Hessen durch Preußen annektiert wurde.